# 雷緒
雷緒，漢末三国时期江淮一带的军事将领，曾隨陳蘭與孫權的部將韓當等抗曹，但不久遭夏侯淵等率领的曹军討伐，被擊敗後投靠劉備。

## 生平
雷緒為揚州廬江人，一说即袁術舊部雷薄。建安五年（西元200年），與袁術舊部的陳蘭、還有同郡的梅乾據險抗曹。曹操一方表奏劉馥为扬州刺史应对东南事。建安十三年（208年），刘馥去世，同年爆发赤壁大战。建安十四年（西元209年），陳蘭、雷緒等叛乱。曹魏大將夏侯淵、張遼、臧霸等擊殺陳蘭擊退東吳派來的援軍韓當之後，戰敗的雷緒便带领部下数万人投靠當時打下荊南四郡的劉備。刘备令其部曲屯于夏口。